# Гекон каспійський
Гекон каспійський (Tenuidactylus caspius) — вид геконів родини геконових (Gekkonidae). Один із 8(9) видів роду тонкопалих геконів (Tenuidactylus). Поширений переважно в Центральній Азії. Мешканець кам'янистих пустель, аридних передгір'їв та гір. Описано 2 підвиди.

## Опис
Загальна довжина тіла сягає 16 см. Колір шкіри зверху буро-сірий з 5—6 неправильними поперечними смугами. На хвості цього гекона також розташовані смуги. Плескуватий тулуб. луска дрібна та багатокутова, серед якої у 12—14 довгастих рядів розташовані великі тригранні горбинки. Вони своєю чергою переходять на скроні та задню частину голови. 

## Поширення
Гекон каспійський мешкає в Туркменістані, південному Казахстані, Узбекистані, Таджикистані, Афганістані, Ірані, Вірменії, Східній Грузії, деяких районах Азербайджану та Дагестані (Росія).

## Спосіб життя
Населяє кам'янисті  пустелі, лесові урвища, аридні передгір'я та гори до висоти 1650 м н. р. м. Переховується у норах гризунів. Активний як вдень, так і вночі. Харчується комахами, їх личинками, дрібними безхребетними.
Це яйцекладний гекон. Наприкінці травня — на початку червня самиця відкладає 1—2 яйця. За сезон робиться 2 кладки.

## Систематика
Раніше розглядався в складі родів Cyrtopodion або Gymnodactylus. У 1984 році кілька видів геконів, у тому числі гекон довгоногий, виділені в самостійний рід тонкопалих геконів (Tenuidactylus), який наразі включає 8(9) видів.
Станом на 2024 рік описано 2 підвиди:
- Tenuidactylus caspius caspius;
- Tenuidactylus caspius insularis.